# Алфёров, Александр Анатольевич
Александр Анатольевич Алфёров (укр. Олександр Анатолійович Алфьоров; род. 30 ноября 1983, Киев) — украинский историк, радиоведущий, общественный и политический деятель, кандидат исторических наук, научный сотрудник института истории Украины НАН Украины.

## Биография
Имеет происхождение из украинского шляхетского и дворянского рода Алфёровых. Родился 30 ноября 1983 года в городе Киеве в семье учёных: отец — Алфёров Анатолий Николаевич, кандидат биологических наук, долгое время работал с Николаем Амосовым; мать Алфёрова Евгения Александровна — педагог. С женой Татьяной воспитывают 5рых детей.
С 2008 года работает радиоведущим Украинского радио «Культура» (с 2012 года ведущий авторской передачи «Історичні Фрески»). С 2010 года — младший научный (с 2012 года научный) сотрудник Института истории Украины НАН Украины.
В 2014—2018 годах — пресс-секретарь народного депутата Украины Андрея Билецкого, с зимы 2014 по июнь 2015 года — руководитель пресслужбы полка «Азов».

## Общественно-политическая деятельность
Глава экспертной топонимической комиссии по проработке предложений по переименованию объектов городского подчинения, названия которых связаны с Российской Федерацией или её союзниками при Киевской государственной администрации.
В бывшем здании посольства Российской Федерации предложил организовать музей Московии, целью которого рассказать миру "истинную" (в действительности - "проукраинскую" концепцию таковой) историю России.
Автор научно-популярного YouTube-канала Олександр Алфьоров.